# Gadungan (Gandusari)
Gadungan is een bestuurslaag in het regentschap Blitar van de provincie Oost-Java, Indonesië. Gadungan telt 6403 inwoners (volkstelling 2010).